# Line Glacier
Line Glacier är en glaciär i Antarktis. Den ligger i Östantarktis. Nya Zeeland gör anspråk på området. Line Glacier ligger 725 meter över havet.
Terrängen runt Line Glacier är bergig västerut, men österut är den kuperad. Trakten är obefolkad. Det finns inga samhällen i närheten. 